# Julio Cruz
Julio Ricardo Cruz, född 10 oktober 1974 i Delantero, Argentina, är en före detta fotbollsspelare (anfallare).
Cruz har representerat klubbar om Lazio, Inter, Feyenoord och Bologna.
Cruz ingick i det argentinska landslaget under VM 2006.

## Meriter
- Argentinsk landslagsman
- Italiensk ligamästare (3 gånger): 2005-06 (efter att Juventus fråntogs titeln), 2006-07 och 2007-08.
- Holländsk ligamästare 1999

## Statistik: seriematcher och mål
- 2009-10: 25 / 4
- 2008-09: 13 / 2
- 2007-08: 28 / 13
- 2006-07: 14 / 7
- 2005-06: 31 / 15
- 2004-05: 18 / 5
- 2003-04: 21 / 7
- 2002-03: 28 / 10
- 2001-02: 33 / 10
- 2000-01: 27 / 7
- 1999-00: 30 / 15
- 1998-99: 29 / 15
- 1997-98: 27 / 14
- 1996-97: 30 / 17, varav 29 / 17 i River Plate + 1 / 0 i Banfield
- 1995-96: 33 / 10
- 1994-95: 26 / 6
- 1993-94: 5 / 0